# Раку (комуна)
Раку (рум. Racu) — комуна у повіті Харгіта в Румунії. До складу комуни входять такі села (дані про населення за 2002 рік):
- Раку (1066 осіб) — адміністративний центр комуни
- Сату-Ноу (451 особа)

Комуна розташована на відстані 225 км на північ від Бухареста, 10 км на північ від М'єркуря-Чука, 89 км на північ від Брашова.

## Населення
У 2009 році у комуні проживали 1559 осіб.